# Rivière Brûlée (rivière du Castor-Qui-Cale)
Pour les articles homonymes, voir Rivière Brûlée.
La rivière Brûlée est un affluent de la rivière du Castor-Qui-Cale, coulant dans le territoire non organisé du Mont-Valin, dans la municipalité régionale de comté (MRC) du Fjord-du-Saguenay, dans la région administrative de Saguenay–Lac-Saint-Jean, dans la Province de Québec, au Canada.
Le bassin versant de la rivière Brûlée est desservie par la route forestière R0253  longeant la rive Est de la rivière Manouane et la R0251 (sens Est-Ouest) laquelle contourne par le Nord le Lac à Paul. Quelques routes forestières secondaires ont été aménagées dans cette vallée pour les besoins de la foresterie et des activités récréotouristiques,,.
La foresterie constitue la principale activité économique du secteur ; les activités récréotouristiques, en second.
La surface de la rivière Brûlée est habituellement gelée de la fin novembre au début avril, toutefois la circulation sécuritaire sur la glace se fait généralement de la mi-décembre à la fin mars.

## Géographie
Les principaux bassins versants voisins de la rivière Brûlée sont :
- côté Nord : lac à Paul, lac Guy, rivière Manouane, rivière Duhamel, Petite rivière Manouane ;
- côté Est : rivière de l’Épinette, rivière Pipmuacan, rivière Pipmuacan Ouest, réservoir Pipmuacan ;
- côté Sud : rivière du Castor-Qui-Cale, rivière à Georges, ruisseau Omer, rivière Manouaniche, ruisseau du Lièvre, ruisseau des Cascades, rivière Manouane, réservoir Pipmuacan ;
- côté Ouest : rivière Manouane, rivière Péribonka, rivière Houlière, Petite rivière Shipshaw.

La rivière Brûlée prend sa source à l’embouchure d’un lac non identifié (longueur : 1,5 km ; altitude : 395 m). Cette source est située dans le territoire non organisé de Mont-Valin à :
- 0,4 km à l’Est de la route forestière R0251 ;
- 2,2 km au Sud-Ouest du Lac à Paul ;
- 28,9 km à l’Ouest d’une baie du réservoir Pipmuacan ;
- 59,3 km au Nord-Ouest du barrage à l’embouchure (côté Sud) du lac Pamouscachiou ;
- 10,7 km au Nord de l’embouchure de la rivière Brûlée (confluence avec la rivière du Castor-Qui-Cale ;
- 7,4 km à l’Est du cours de la rivière Manouane ;
- 46,1 km au Nord de l’embouchure de la rivière Manouane[2],[5].

À partir de l’embouchure du lac de tête, la rivière Brûlée coule sur 13,4 km, entièrement en zone forestière, selon les segments suivants :
- 2,4 km vers le Sud, jusqu’à la rive Nord du lac Natipi. Note : le lac Natipi reçoit du côté Nord-Est la décharge du lac Sophie ;
- 2,7 km vers le Sud-Ouest en traversant vers le Sud-Ouest le lac Natipi (longueur : 0,9 km ; altitude : 365 m) et le lac Yolande (longueur : 1,9 km ; altitude : 365 m), jusqu’à la décharge du Lac de l’Incendie et du lac Grognon (venant du Nord) ;
- 3,0 km vers le Sud-Ouest en coupant une route forestière, puis en traversant vers le Sud le lac Judith (longueur : 2,0 km ; altitude : 365 m) sur sa pleine longueur, jusqu’à son embouchure ;
- 1,6 km vers le Sud, jusqu’à la décharge (venant de l’Est) du Le Petit Lac ;
- 3,7 km vers le Sud jusqu’à l’embouchure de la rivière Brûlée[2].

La rivière Brûlée se déverse sur la rive Nord de la rivière du Castor-Qui-Cale, à :
- 24,0 km au Nord-Ouest d’une baie du réservoir Pipmuacan ;
- 23,0 km au Sud-Est de l’embouchure de la Petite rivière Manouane ;
- 4,1 km au Nord-Est de l’embouchure de la rivière Manouane ;
- 29,4 km au Sud-Est de barrage à l’embouchure du lac Péribonka ;
- 143,4 km au Nord-Est de l’embouchure de la rivière Péribonka (confluence avec le lac Saint-Jean)[2]

## Toponymie
Le toponyme de « rivière Brûlée » a été officialisé le 18 décembre 1978 à la Banque des noms de lieux de la Commission de toponymie du Québec.